# Trnovec, Rečica ob Savinji
Trnovec este o localitate din comuna Rečica ob Savinji, Slovenia, cu o populație de 102 locuitori.